# Europees Kwalificatieraamwerk
Het Europees Kwalificatieraamwerk, of -kwalificatiekader (afgekort in het Nederlands als: EKK), is een voorstel tot harmonisatie van de verschillende opleidingsniveaus in de landen van de Europese Unie.
Op voorstel van de Europese Commissie werd het European Qualifications Framework (EQF) op 23 april 2008 goedgekeurd door het Europees parlement. In navolging van het bachelor-masterstelsel dat het hoger onderwijs reeds harmoniseert, wil men ook vergelijkbare kwalificatienormen voor de andere opleidingsniveaus. Het Europees Kwalificatieraamwerk stelt acht niveaus voor, waarbij elk wordt gedefinieerd door een set descriptoren die de leerresultaten aangeven die in alle kwalificatiesystemen relevant zijn voor kwalificaties op dat niveau:
| EKK niveau | Kennis | Vaardigheden | Competentie |
| EKK niveau | In de context van EKK wordt kennis als theoretische kennis en/of feitenkennis beschreven. | In de context van EKK worden vaardigheden als cognitief (betreffende logisch, intuïtief en creatief denken) en praktisch (betreffende handigheid en toepassing van methodes, materialen, hulpmiddelen en instrumenten) beschreven.                                                                                | In de context van EKK worden competentie in termen van verantwoordelijkheid en zelfstandigheid beschreven. |
| ---------- | --- | --- | --- |
| 1          | - Algemene basiskennis | - Vereiste basisvaardigheden om eenvoudige taken uit te voeren | - Werken of studeren onder rechtstreeks toezicht in een gestructureerde context |
| 2          | - Basiskennis van feiten van een werk- of studiegebied | - Vereiste cognitieve en praktische basisvaardigheden om relevante informatie te gebruiken om taken uit te voeren en routineproblemen met behulp van eenvoudige regels en hulpmiddelen op te lossen | - Werken of studeren onder toezicht met enige zelfstandigheid |
| 3          | - Kennis van feiten, beginselen, processen en algemene begrippen van een werk- of studiegebied | - Een waaier van vereiste cognitieve en praktische vaardigheden om taken uit te voeren en problemen op te lossen door de keuze en toepassing van basismethodes, hulpmiddelen, materialen en informatie | - Verantwoordelijkheid op zich nemen door de voltooiing van taken op werk- of studiegebied - Bij de oplossing van problemen het eigen gedrag aanpassen aan de omstandigheden |
| 4          | - Feitenkennis en theoretische kennis in brede contexten van een werk- of studiegebied | - Een waaier van vereiste cognitieve en praktische vaardigheden om in een werk- of studiegebied specifieke problemen op te lossen | - Zichzelf managen binnen de richtsnoeren van werk- of studiecontexten die gewoonlijk voorspelbaar zijn, maar kunnen veranderen - Toezicht uitoefenen op routinewerk van anderen en een zekere mate van verantwoordelijkheid op zich nemen voor de evaluatie en verbetering van werk of studieactiviteiten |
| 5          | - Ruime, gespecialiseerde feiten- en theoretische kennis binnen een werk- of studiegebied en bewustzijn van de grenzen van die kennis | - Een brede waaier van vereiste cognitieve en praktische vaardigheden om creatieve oplossingen voor abstracte problemen uit te werken | - Management en toezicht uitoefenen in contexten van werk- of studieactiviteiten waarin zich onvoorspelbare veranderingen voordoen - Prestaties van zichzelf en anderen kritisch bekijken en verbeteren |
| 6          | - Gevorderde kennis van een werk- of studiegebied, die een kritisch inzicht in theorieën en beginselen impliceert | - Gevorderde vaardigheden, waarbij blijk wordt gegeven van absoluut vakmanschap en innovatief vermogen om complexe en onvoorspelbare problemen in een gespecialiseerd werk- of studiegebied op te lossen | - Managen van complexe technische of beroepsactiviteiten of -projecten; de verantwoordelijkheid op zich nemen om in onvoorspelbare werk- of studiecontexten beslissingen te nemen - De verantwoordelijkheid op zich nemen om de professionele ontwikkeling van personen en groepen te managen              |
| 7          | - Bijzonder gespecialiseerde kennis, die ten dele zeer geavanceerd is op een werk- of studiegebied, als basis voor originele ideeën en/of onderzoek - Kritisch bewustzijn van kennisproblemen op een vakgebied en op het raakvlak tussen verschillende vakgebieden | - Gespecialiseerde vaardigheden in probleemoplossing, die op het gebied van onderzoek en/of innovatie vereist om nieuwe kennis en procedures te ontwikkelen en kennis uit verschillende vakgebieden te integreren                                                                                                 | - Managen en transformeren van complexe en onvoorspelbare werk- of studiecontexten die nieuwe strategische benaderingen vereisen - De verantwoordelijkheid op zich nemen om bij te dragen tot professionele kennis en manieren van werken en/of om strategische prestaties van teams kritisch te bekijken  |
| 8          | - De meest geavanceerde kennis op een werk- of studiegebied en op het raakvlak tussen verschillende vakgebieden | - De meest geavanceerde en gespecialiseerde vaardigheden en technieken, met inbegrip van synthese- en evaluatievaardigheden/technieken, vereist om kritische problemen in onderzoek en/of innovatie op te lossen en bestaande kennis of professionele manieren van werken uit te breiden en opnieuw te definiëren | - Blijk geven van een grote mate van autoriteit, innovatie, autonomie, wetenschappelijke en professionele integriteit en aanhoudende betrokkenheid bij de ontwikkeling van baanbrekende ideeën of processen voor werk- of studiecontexten, met inbegrip van onderzoek                                      |

Het kwalificatieraamwerk beschrijft de opleiding zowel in termen van niveau, als van vaardigheden, kennis en competenties. 
De lidstaten worden uitgenodigd hun bestaande opleidingen binnen dit raamwerk te situeren, streefdatum 2010-2013.
In Vlaanderen werd op 30 april 2009 een decreet goedgekeurd om dit te vertalen naar een "Vlaamse kwalificatiestructuur" , mede naar aanleiding van de invoering van het nieuwe HBO5-niveau vanaf 2009-2010.
In Nederland bereidt onder meer de HBO-raad een gelijkaardig voorstel voor, om het voortgezet onderwijs een plaats te geven binnen dit raamwerk.

## In Nederland en Vlaanderen
In navolging van de Europese ontwikkeling, en aanbeveling van het Europees Parlement en de Raad, zijn zowel in Nederland als Vlaanderen een nationaal kwalificatiekader ontwikkeld; deze zijn respectievelijk het Nederlands kwalificatieraamwerk (afkorting: NLQF) bestaande uit acht niveaus en één instroomniveau, en de Vlaamse kwalificatiestructuur (afkorting: VKS) bestaande uit eveneens acht niveaus. In de onderstaande tabel is weergeven hoe deze nationale niveaus en ingeschaalde onderwijskwalificaties zich verhouden tot de niveaus van het Europees raamwerk. In deze tabel wordt bedoeld dat men de genoemde onderwijs volledig moet voltooien voor deze kwalificatie:
| EKK niveau | Nederlands kwalificatieraamwerk (NLQF) | Nederlands kwalificatieraamwerk (NLQF)                                  | Vlaamse kwalificatiestructuur (VKS) | Vlaamse kwalificatiestructuur (VKS) |
| EKK niveau | NLQF niveau                            | Onderwijskwalificaties                                                  | VKS niveau                          | Onderwijskwalificaties |
| ---------- | -------------------------------------- | ----------------------------------------------------------------------- | ----------------------------------- | --- |
| -          | Instroomniveau                         | - Basiseducatie 1                                                       | -                                   | - |
| 1          | 1                                      | - Basiseducatie 2 - vmbo-bb - MBO-1                                     | 1                                   | - Lager onderwijs |
| 2          | 2                                      | - Basiseducatie 3 - Vavo-Vmbo tl - vmbo-kader, vmbo-gl, vmbo-tl - MBO-2 | 2                                   | - Basiseducatie - 2e graad bso** (secundair onderwijs) |
| 3          | 3                                      | - MBO-3                                                                 | 3                                   | - 3e graad (2e jaar) bso** (secundair onderwijs) |
| 4          | 4                                      | - MBO-4 - Havo - Vavo-Havo                                              | 4                                   | - Diploma secundair onderwijs:* - 3e graad (3e jaar) bso** - 3e graad tso** en/of *** - 3e graad kso** en/of *** - 3e graad aso** en/of *** - Specialisatiejaar, Se-n-Se** |
| 4          | 4+                                     | - Vwo**** - Vavo-vwo****                                                | 4                                   | - Diploma secundair onderwijs:* - 3e graad (3e jaar) bso** - 3e graad tso** en/of *** - 3e graad kso** en/of *** - 3e graad aso** en/of *** - Specialisatiejaar, Se-n-Se** |
| 5          | 5                                      | - Associate degree (HBO)                                                | 5                                   | - 4e graad bso (secundair onderwijs; tot 2009) - HBO5 (hogeschool; tot 2019) - Graduaat (hogeschool; sinds 2019) - HBO5 Verpleegkunde (secundair onderwijs)                |
| 6          | 6                                      | - Bachelor (universiteit / HBO)                                         | 6                                   | - Bachelor (universiteit / hogeschool) |
| 7          | 7                                      | - Master (universiteit / HBO)                                           | 7                                   | - Master (universiteit / hogeschool) |
| 8          | 8                                      | - Doctor (universiteit) - Ontwerper (universiteit)*****                 | 8                                   | - Doctor (universiteit) |

* Dit betreft gewoon- of buitengewoon secundair onderwijs, of Vlaams volwassenenonderwijs op het niveau van secundair onderwijs;
** Gecombineerd met één of meer erkende beroepskwalificaties;
*** Verbonden aan één of meer wetenschapsdomeinen;
**** Vwo wordt in het Nederlands nationale kwalificatieraamwerk 4+ genoemd; in het Europese raamwerk is dit niveau 4;
***** Dit betreft derde cyclus opleidingen aan de universiteit, zoals de opleidingen tot technisch ontwerper leidende tot de titel Professional Doctorate in Engineering (EngD).